# Luigi Gerra
Luigi Gerra (Compiano, 15 novembre 1829 – Roma, 31 luglio 1882) è stato un prefetto e politico italiano.

## Biografia
Laureato a Parma per dieci anni lavora nel Supremo tribunale di revisione e nel tribunale civile e correzionale cittadino. Nel 1859 diventa titolare della prima cattedra di diritto civile nell’Ateneo parmigiano. Nello stesso anno viene nominato segretario del governo temporaneo delle province parmensi liberate e viene eletto nel collegio di Compiano all'assemblea dei rappresentanti del popolo delle province parmensi.
Nel 1861 abbandona l'insegnamento perché Vittorio Emanuele II lo nomina procuratore del re presso la corte d'appello di Bologna. 
Tra il 1865 e il 1868 è prefetto di Ascoli Piceno e Salerno, chiamato in entrambe le sedi a dirimere spinose questioni legate alla contrapposizione tra clericali e fautori dell'unità. Il suo lavoro viene premiato quando Girolamo Cantelli, suo amico e concittadino, viene nominato ministro degli interni. Chiamato a ricoprire la carica di segretario generale del ministero si candida deputato alle elezioni suppletive del 1868 nel collegio di Foligno.
Lasciato il posto con l'uscita di scena di Cantelli viene richiamato da Antonio Starabba di Rudinì, ma vi rimane soltanto pochi mesi. Subito dopo la presa di Roma viene inviato nella neo-capitale ad affiancare il generale Raffaele Cadorna, che lo nomina segretario generale dell'amministrazione pubblica, e dove rifiuta l'incarico di prefetto. Nel 1869 è intanto entrato a far parte del Consiglio di stato, nel quale opera dividendosi col parlamento fino al 1873. Cantelli, nominato di nuovo ministro dell’Interno nel gabinetto Minghetti, lo chiama a ricoprire ancora una volta la carica di segretario generale del suo dicastero. Insieme iniziano una lotta contro l’Estrema sinistra rivoluzionaria, istituendo una ferrea sorveglianza poliziesca in Italia e una fitta rete di informatori all’estero.
Nel 1874 viene mandato in Sicilia con l'incarico di provvedere la realizzazione dei provvedimenti di pubblica sicurezza. Nominato prefetto di Palermo con l'incarico di applicare il disegno di legge sul domicilio coatto prima della sua approvazione deve abbandonare tutte le cariche amministrative con la caduta della destra e l'avvento del governo di Agostino Depretis.  La flessione elettorale della destra gli fa mancare anche l'elezione per una legislatura. Viene rieletto nel 1880 ma non entra alla camera perché rientrato nel sorteggio dei deputati eccedenti. A causa di questa delusione si ritira a vita privata fino alla scomparsa.